# Scuola scozzese
La scuola scozzese di filosofia, detta "del senso comune", nasce nella seconda metà del Settecento quando il centro dell'illuminismo inglese si sposta nella Scozia di David Hume e di altri autori spesso in polemica con il suo pensiero. 

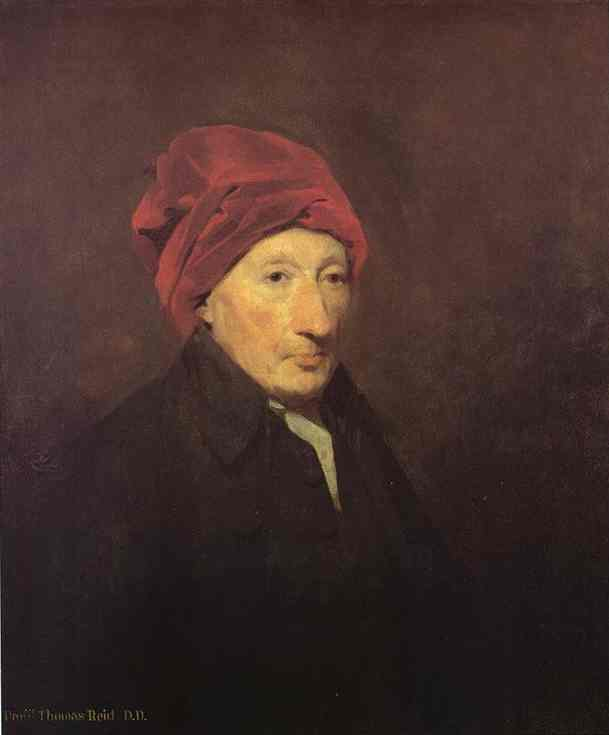
Thomas Reid

## Il "senso comune"
Nel 1763 alla cattedra di filosofia morale di Adam Smith a Glasgow succede Thomas Reid fondatore della "Scuola scozzese del senso comune". Nella sua opera più importante, Ricerca sullo spirito umano secondo i principi del senso comune, Reid sostiene la progressiva degenerazione della filosofia inglese contemporanea che, ad opera della filosofia cartesiana e passando per le filosofie di Locke, Berkeley, sarebbe arrivata alla sua deleteria conclusione  con il pensiero di Hume. 
L'"ideismo" cioè di Cartesio, di Locke e Berkeley, che sostenevano che non le cose ma le idee fossero il vero oggetto della conoscenza, ha avuto la sua naturale conclusione con David Hume che aveva infatti negato ogni realtà non solo all'oggetto ma anche alla sostanza spirituale. Lo scetticismo di Hume riguardo alla realtà materiale e spirituale non può però inficiare l'esistenza di verità che appaiono all'uomo, quando rifletta su sé medesimo, di una tale evidenza da costituire "principî del senso comune" (principles of common sense). 
Reid è infatti convinto che l'oggetto del conoscere sia la cosa stessa e che quindi esista un mondo spirituale esterno alla realtà materiale. Questa è una verità certa che non ha bisogno di essere dimostrata razionalmente e che si fonda su una indubitale intuizione immediata documentata dall'universale "senso comune". 

## Seguaci della scuola scozzese
- James Beattie;
- James Oswald;
- Alexander Gerard;
- Dugald Stewart;
- Thomas Brown;
- James Mackintosh.

Continuatori della tradizione della scuola nel XIX secolo sono stati:
- William Hamilton;
- Henry Longueville Mansel;
- John D. Morell;
- Henry Calderwood;
- John Veitch.